# British Columbia Highway 14
Der Highway 14 der kanadischen Provinz British Columbia verläuft an der Westküste der Insel Vancouver Island. Der Highway beginnt in Langford und endet nach 99 km in Port Renfrew.

## Streckenverlauf
Der Highway zweigt in Langford vom Highway 1 nach Süden hin ab. Er trifft auf die von Osten kommende Sooke Rd. auf die er hin abzweigt und weiter nach Westen verläuft. Bei Saseenos, einem Vorort der Stadt Sooke, stößt der Highway auf die Westküste von Vancouver Island. Der Highway folgt der Küste in westlicher Richtung durch Sooke hindurch. Die folgenden knapp 70 km bis Port Renfrew verlaufen entlang der Küste; obwohl der Highway häufig nur wenige Meter vom Ufer entfernt ist, sieht man den Pazifik jedoch nicht, da dichter Baumwuchs die Sicht versperrt. Der Highway endet in Port Renfrew im Zentrum der Gemeinde. Die Verlängerung des Highways führt wieder in das Innere der Insel nach Lake Cowichan und trifft dort auf Highway 18.